# Kreis Tartu
Kreis Tartu (Tartu maakond oder Tartumaa) ist ein Landkreis in Estland. 
Der Kreis liegt an der Grenze Nord- und Südestlands zwischen Peipussee und Võrtsjärv. Er grenzt im Norden an den Kreis Jõgeva, im Westen an Kreis Viljandi und im Süden an den Kreis Põlva und den Kreis Valga. Die Ostgrenze des Kreises ist auch die Staatsgrenze mit Russland.

## Gemeinden
Seit der Gemeindereform von 2017 besteht der Kreis Tartu aus einer Stadtgemeinde und sieben Landgemeinden:
- Landgemeinde Elva
- Landgemeinde Kambja
- Landgemeinde Kastre
- Landgemeinde Luunja
- Landgemeinde Nõo
- Landgemeinde Peipsiääre
- Stadt Tartu
- Landgemeinde Tartu

Bis 2017 existierten drei Stadtgemeinden und 19 Landgemeinden:

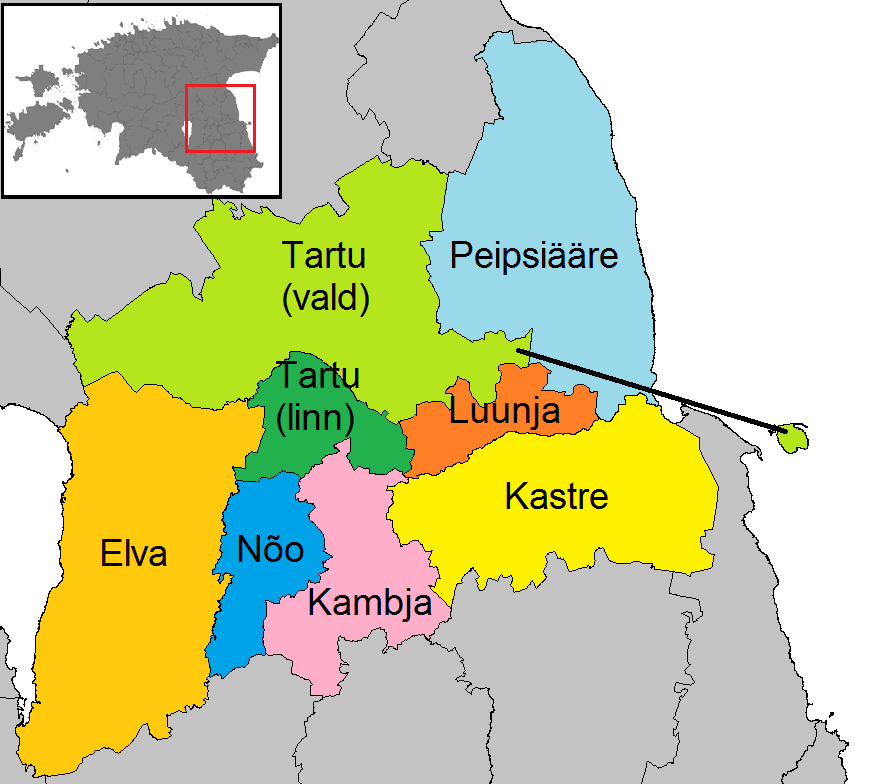
Die Städte und Gemeinden des Kreises Tartu seit 2017

- Landgemeinde Alatskivi (Allatzkiwwi)
- Stadt Elva
- Landgemeinde Haaslava (Haselau)
- Stadt Kallaste
- Landgemeinde Kambja (Kamby)
- Landgemeinde Konguta (Kongota)
- Landgemeinde Laeva (Laiwa)
- Landgemeinde Luunja (Lunia)
- Landgemeinde Meeksi (Meeks)
- Landgemeinde Mäksa (Mäxhof)
- Landgemeinde Nõo (Nüggen)
- Landgemeinde Peipsiääre
- Landgemeinde Piirissaare
- Landgemeinde Puhja (Kawelecht)
- Landgemeinde Rannu (Randen)
- Landgemeinde Rõngu (Ringen)
- Stadt Tartu (Dorpat)
- Landgemeinde Tartu (Landgemeinde)
- Landgemeinde Tähtvere (Techtelfer)
- Landgemeinde Vara (Warrol)
- Landgemeinde Võnnu (Wenden)
- Landgemeinde Ülenurme (Uellenorm)

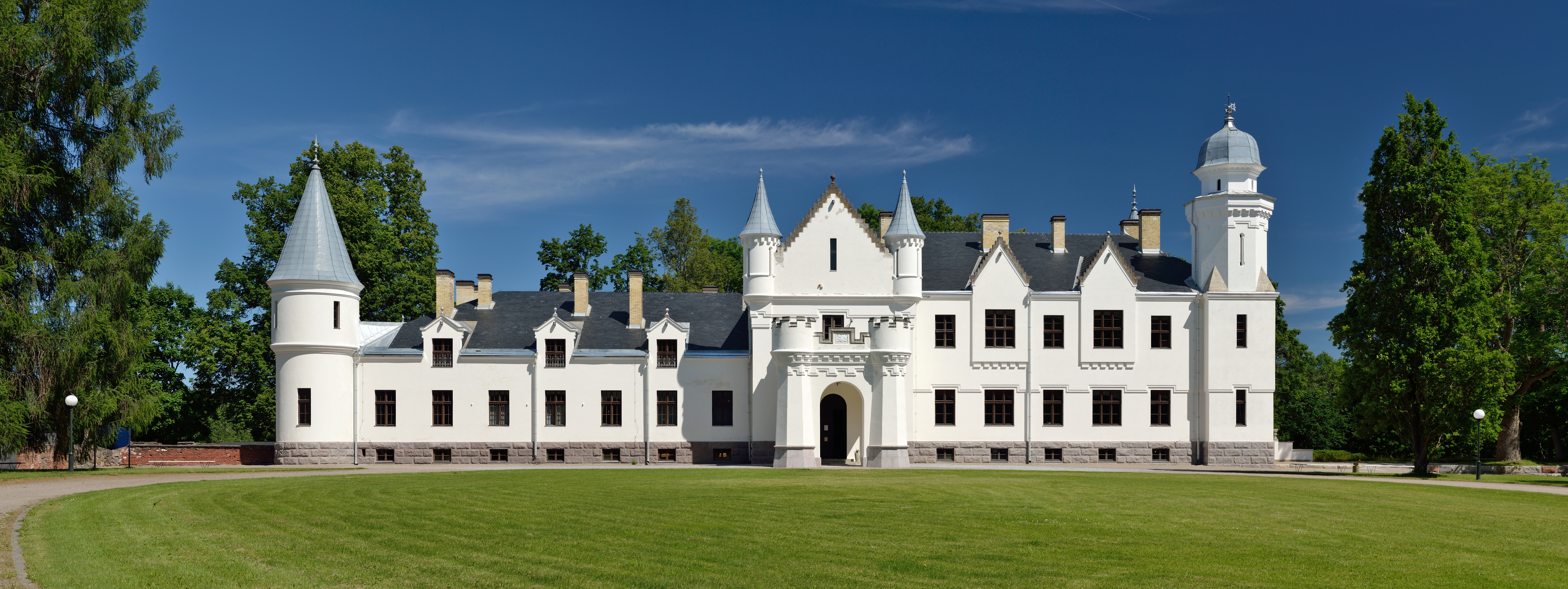
Schloss Alatskivi
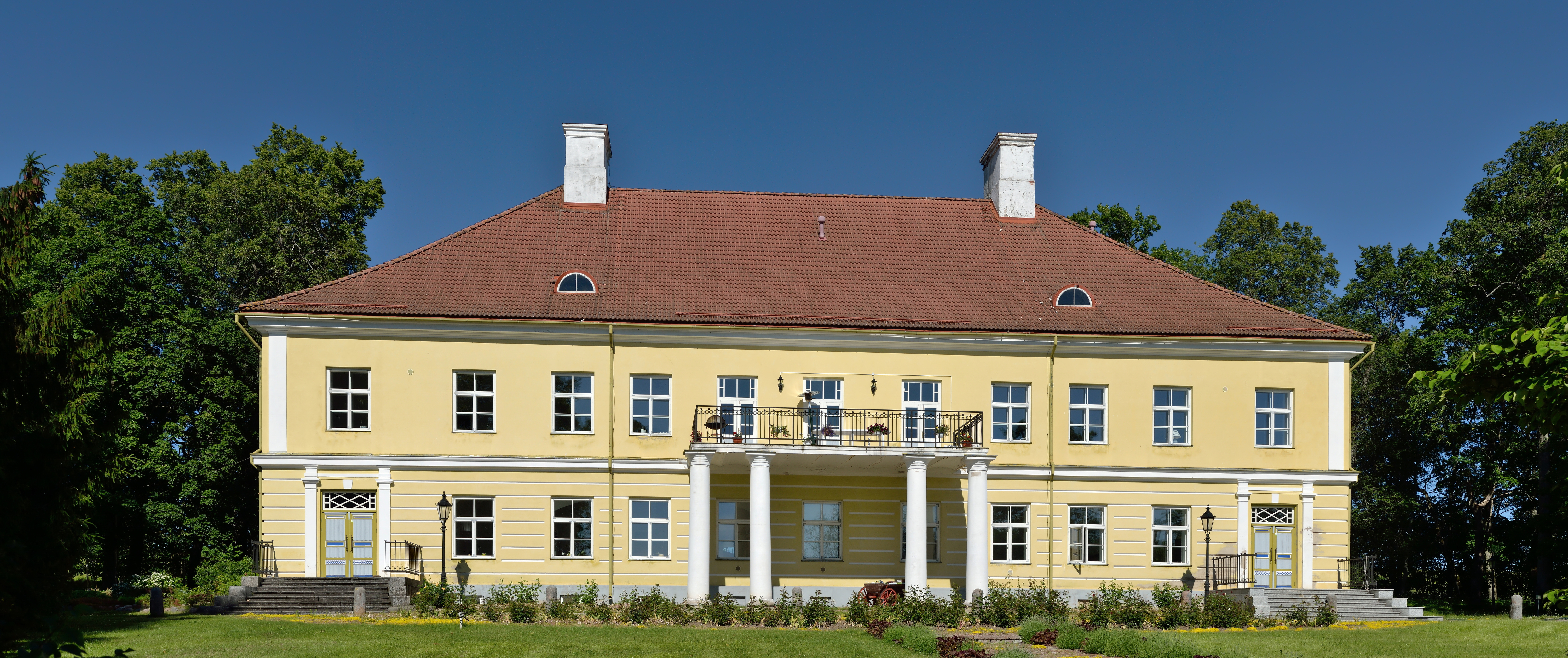
Herrenhaus Saadjärve (Brackelshof)
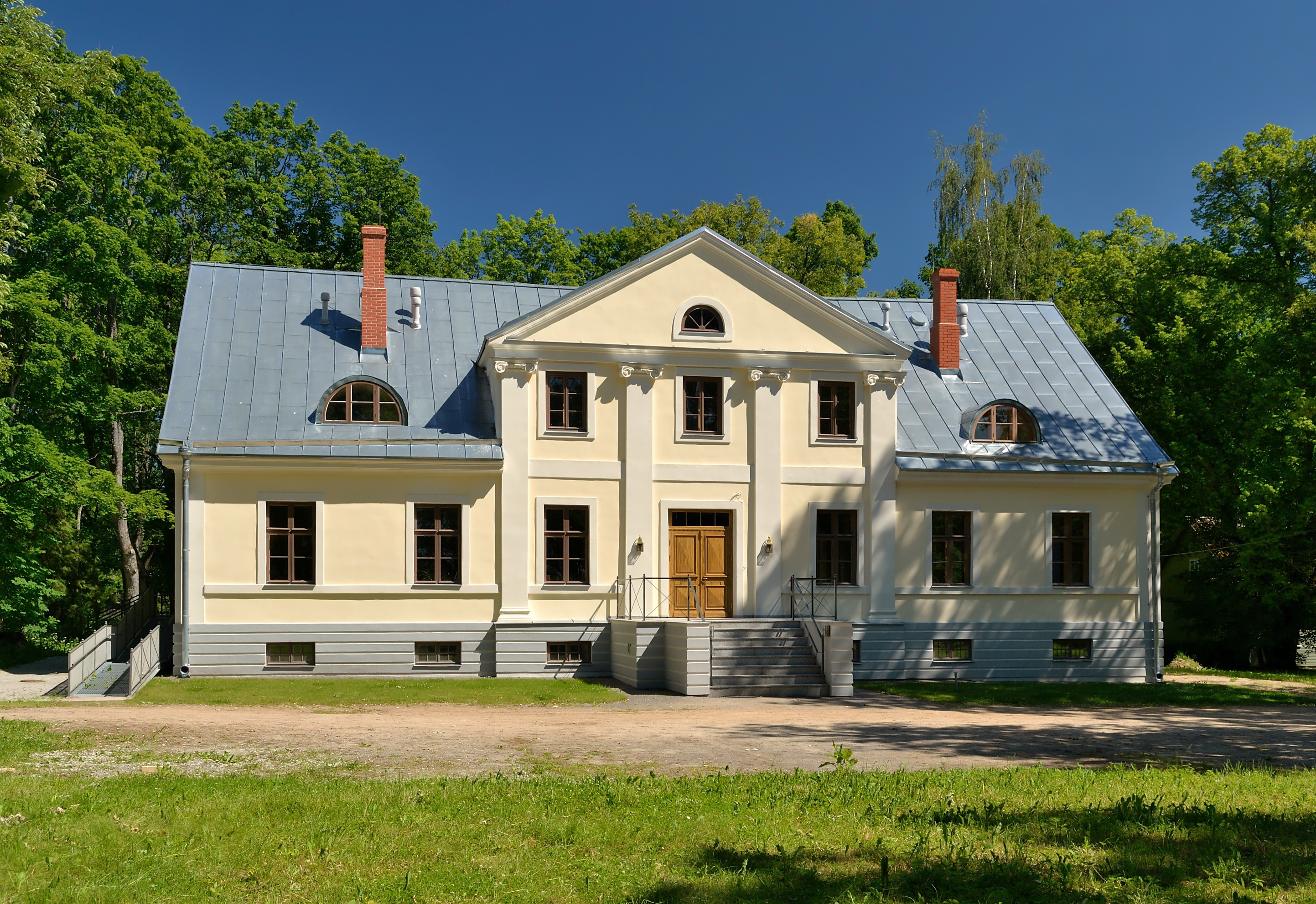
Herrenhaus Tammistu (Tammist)
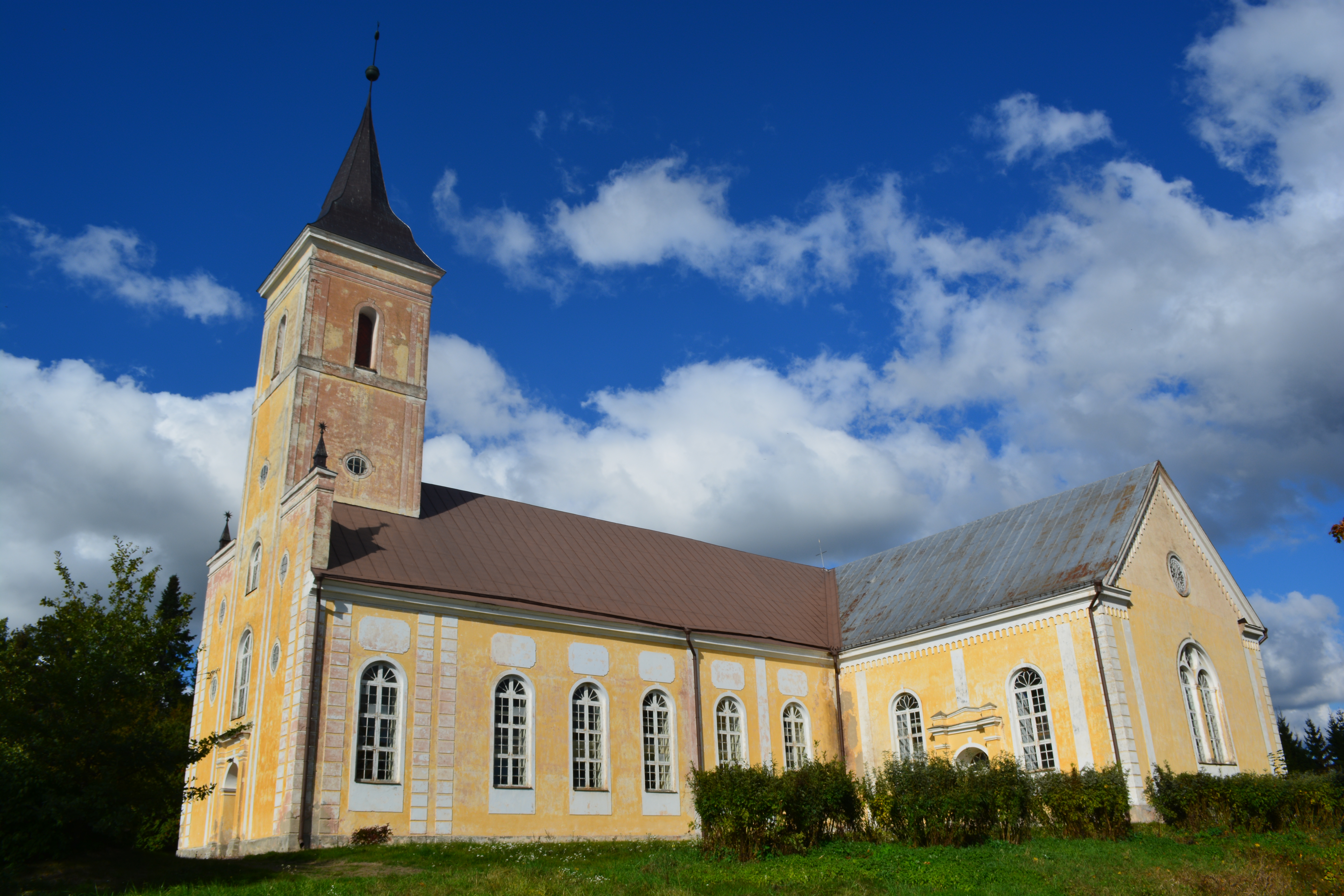
JakobiKirche in Võnnu, 1232–1236 erbaut, mehrmals umgebaut und vergrößert
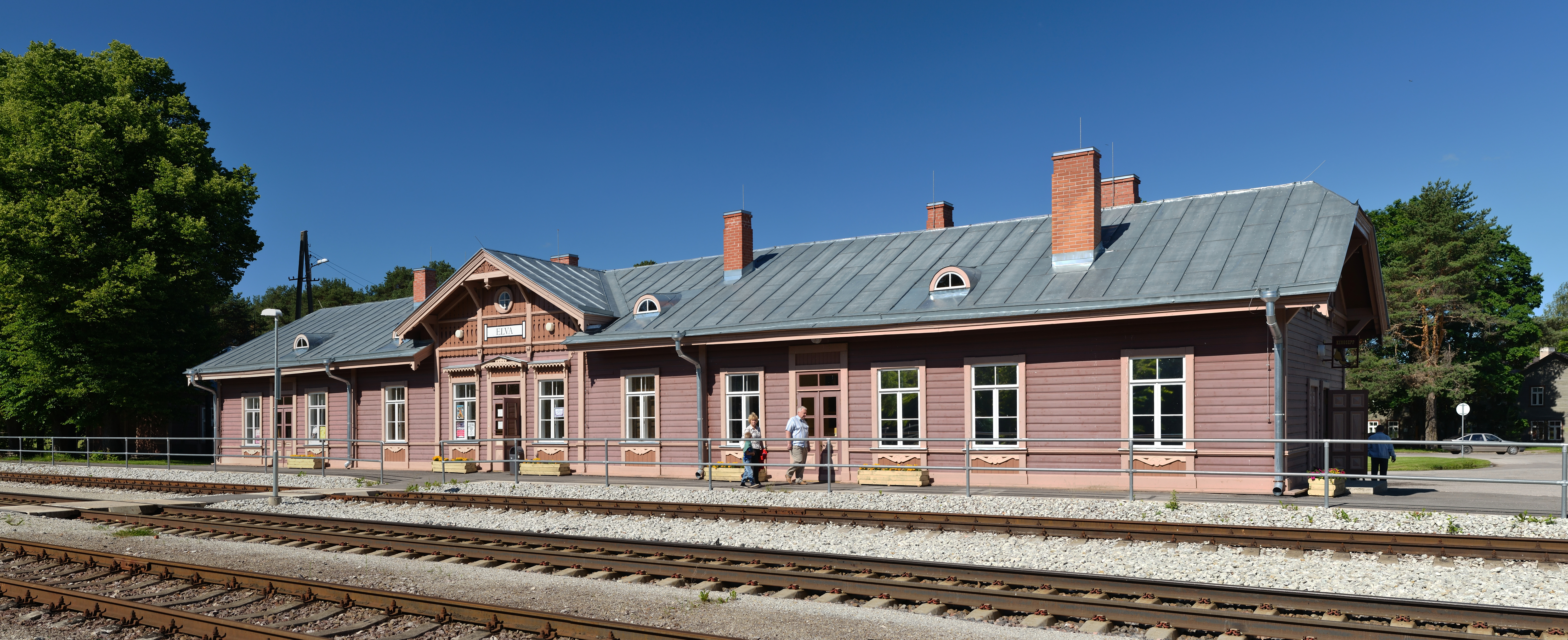
Bahnhof Elva